# Zazaki
Zazaki (také zvaný zaza, kirmanjki, kirdki a dimli) je indoevropský jazyk, který patří k severozápadní větvi íránských jazyků. Mluví jím etnická skupina Zaza, která obývá oblasti východního Turecka. Je příbuzná a jazykem gorani, talyštinou a jinými kaspickými jazyky. Zazové se etnicky identifikují jako Kurdové, ačkoli zazaki je od kurdštiny značně odlišné. Menšina jazykovědců ho však přesto považuje za dialekt kurdštiny, podobně jako kurmándží a sorání. Počet mluvčích se pohybuje mezi 1,5 a 2,5 milionu. Zazaki se dělí na severní (kirmanjki), centrální a jižní dialekt (dimli).

## Rozdělení
Makrojazyk (zza) se dělí na tři jazyky:
- Severní zaza (kirmanjki, kiu)
- Jižní zaza (dimli, diq)

## Příklady

### Číslovky
| Zazaki | Česky |
| yew    | jeden |
| dı     | dva   |
| hirê   | tři   |
| çexar  | čtyři |
| panc   | pět   |
| şeş    | šest  |
| hewt   | sedm  |
| heşt   | osm   |
| new    | devět |
| des    | deset |

## Vzorový text

### Všeobecná deklarace lidských práv
| zazaki | Pêr însanî azad û rûmet û mafan de seyyewbîno yenî dunya. Ê wayerê aqil û wijdan î û ganî pê yewbîno verê be zihniyetêda birayîyê biluwenî. |

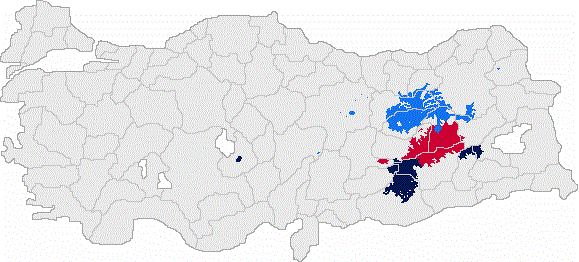
Mapa Turecka s dialekty zazaki

| česky  | Všichni lidé se rodí svobodní a sobě rovní co do důstojnosti a práv. Jsou nadáni rozumem a svědomím a mají spolu jednat v duchu bratrství.  |